# Espacio y tiempo absoluto
El espacio y tiempo absoluto son conceptos en física y filosofía sobre las propiedades del universo. En física, el espacio y el tiempo absolutos pueden ser un sistema de referencia preferente.

## Antecedentes
En la física aristotélica se puede ver una versión del concepto de espacio absoluto (en el sentido de sistema de referencia preferente). Robert S. Westman escribe que se puede observar una "bocanada" de espacio absoluto en De revolutionibus orbium coelestium de Nicolás Copérnico, donde utiliza el concepto de una esfera inmóvil donde se localizan las estrellas.

## Newton
Introducidos originalmente por Sir Isaac Newton en Philosophiæ Naturalis Principia Mathematica, los conceptos de tiempo y espacio absolutos proporcionaron una base teórica que facilitó la mecánica newtoniana. Según Newton, el tiempo y el espacio absolutos respectivamente son aspectos independientes de la realidad objetiva:

El tiempo absoluto, verdadero y matemático, por sí mismo y por su propia naturaleza, fluye uniformemente sin consideración a nada externo, y con otro nombre se llama duración: el tiempo relativo, aparente y común, es en alguna medida sensible y externo (ya sea exacto o desigual) y su duración se mide por medio del movimiento, que se usa comúnmente en lugar del tiempo verdadero...

Según Newton, el tiempo absoluto existe independientemente de cualquier perceptor y progresa a un ritmo constante en todo el universo. A diferencia del tiempo relativo, Newton creía que el tiempo absoluto era imperceptible y sólo podía entenderse matemáticamente. Según Newton, los humanos sólo son capaces de percibir el tiempo relativo, que es una medida de objetos perceptibles en movimiento (como la Luna o el Sol). De estos movimientos inferimos el paso del tiempo.

El espacio absoluto, por su propia naturaleza, sin tener en cuenta nada externo, permanece siempre similar e inamovible. El espacio relativo es una dimensión o medida móvil de los espacios absolutos, que nuestros sentidos determinan por su posición respecto de los cuerpos, y que vulgarmente se toma por espacio inamovible...

El movimiento absoluto es la traslación de un cuerpo de un lugar absoluto a otro; y el movimiento relativo, la traslación de un lugar relativo a otro...
— Isaac Newton

Estas nociones implican que el espacio y el tiempo absolutos no dependen de eventos físicos, sino que son un telón de fondo o escenario dentro del cual ocurren los fenómenos físicos. Por lo tanto, cada objeto tiene un estado absoluto de movimiento relativo al espacio absoluto, de modo que un objeto debe estar en un estado de reposo absoluto o moviéndose a una velocidad absoluta. Para apoyar sus puntos de vista, Newton proporcionó algunos ejemplos empíricos: según Newton, se puede inferir que una esfera rotatoria solitaria gira sobre su eje relativo al espacio absoluto observando el abultamiento de su ecuador, y se puede inferir que un par solitario de esferas atadas con una cuerda están en rotación absoluta sobre su centro de gravedad (baricentro) observando la tensión en la cuerda.

## Diferentes puntos de vista

Dos esferas orbitando alrededor de un eje. Las esferas están lo suficientemente distantes como para que sus efectos mutuos puedan ignorarse, y están unidas por una cuerda. Si la cuerda está bajo tensión es porque los cuerpos giran respecto del espacio absoluto según Newton, o porque giran respecto del propio universo según Mach, o porque giran respecto de geodésicas locales según la relatividad general.

Históricamente, ha habido diferentes puntos de vista sobre el concepto de espacio y tiempo absolutos. Gottfried Leibniz opinaba que el espacio no tenía sentido excepto como ubicación relativa de los cuerpos, y el tiempo no tenía sentido excepto como movimiento relativo de los cuerpos. George Berkeley sugirió que, a falta de cualquier punto de referencia, no se podría concebir que una esfera en un universo por lo demás vacío rotara, y se podría concebir que un par de esferas rotaran una con respecto a la otra, pero no que rotaran alrededor de su centro de gravedad, un ejemplo planteado posteriormente por Albert Einstein en su desarrollo de la relatividad general.
Ernst Mach formuló una forma más reciente de estas objeciones. El principio de Mach propone que la mecánica trata enteramente del movimiento relativo de los cuerpos y, en particular, la masa es una expresión de dicho movimiento relativo. Por ejemplo, una partícula aislada en un universo sin otros cuerpos tendría masa cero. Según Mach, los ejemplos de Newton simplemente ilustran la rotación relativa de las esferas y la masa del universo.

Cuando, en consecuencia, decimos que un cuerpo conserva inalterada su dirección y velocidad en el espacio, nuestra afirmación no es ni más ni menos que una referencia abreviada al universo entero.
 — Ernst Mach 

Estas visiones que se oponen al espacio y al tiempo absolutos pueden verse desde una postura moderna como un intento de introducir definiciones operacionales para el espacio y el tiempo, una perspectiva que se hizo explícita en la teoría especial de la relatividad.
Incluso dentro del contexto de la mecánica newtoniana, la visión moderna es que el espacio absoluto es innecesario. En cambio, ha prevalecido la noción de marco de referencia inercial, es decir, un conjunto preferente de marcos de referencia que se mueven uniformemente unos con respecto a otros. Las leyes de la física se transforman de un sistema inercial a otro según la relatividad galileana, lo que conduce a las siguientes objeciones al espacio absoluto, como lo describe Milutin Blagojević:

- La existencia del espacio absoluto contradice la lógica interna de la mecánica clásica ya que, según el principio galileano de la relatividad, ninguno de los sistemas inerciales puede ser distinguido de los demás.
- El espacio absoluto no explica las fuerzas de inercia, ya que están relacionadas con la aceleración con respecto a cualquiera de los sistemas inerciales.
- El espacio absoluto actúa sobre los objetos físicos induciendo su resistencia a la aceleración, pero no se puede actuar sobre él.

El propio Newton reconoció el papel de los marcos inerciales.

Los movimientos de los cuerpos incluidos en un espacio dado son los mismos entre sí, ya sea que ese espacio esté en reposo o se mueva uniformemente hacia adelante en línea recta.

En la práctica, los sistemas inerciales suelen tomarse como sistemas que se mueven uniformemente con respecto a las estrellas fijas.

## Definiciones matemáticas
El espacio, tal como se entiende en mecánica newtoniana, es tridimensional y euclidiano, con una orientación fija. Se denota E3. Si algún punto O en E3 es fijo y definido como origen, la posición de cualquier punto P en E3 está determinada únicamente por su radio vector {\displaystyle \mathbf {r} ={\vec {OP}}} (el origen de este vector coincide con el punto O y su final coincide con el punto P). El espacio vectorial lineal tridimensional R3 es un conjunto de todos los vectores de radio. El espacio R3 está dotado de un producto escalar ⟨ , ⟩.
El tiempo es un escalar que es el mismo en todo el espacio E3 y se denota como t. El conjunto ordenado { t } se llama eje de tiempo.
El movimiento (también camino o trayectoria) es una función r: Δ → R3 que asigna un punto en el intervalo Δ desde el eje del tiempo a una posición (vector de radio) en R3.
Los cuatro conceptos anteriores son los objetos "bien conocidos" mencionados por Isaac Newton en sus Principia:
No defino el tiempo, el espacio, el lugar y el movimiento como algo bien conocido por todos.

## Relatividad especial
Los conceptos de espacio y tiempo estaban separados en la teoría física antes del advenimiento de la teoría de la relatividad especial, que conectaba a ambos y demostraba que ambos dependían del movimiento del marco de referencia. En las teorías de Einstein, las ideas de tiempo y espacio absolutos fueron reemplazadas por la noción de espacio-tiempo en la relatividad especial y de espacio-tiempo curvo en la relatividad general.
La simultaneidad absoluta se refiere a la concurrencia de eventos en el tiempo en diferentes ubicaciones en el espacio de una manera acordada en todos los marcos de referencia. La teoría de la relatividad no tiene un concepto de tiempo absoluto porque existe una relatividad de la simultaneidad. Un evento que es simultáneo con otro evento en un marco de referencia puede estar en el pasado o en el futuro de ese evento en un marco de referencia diferente,: 59 lo que niega la simultaneidad absoluta.

## Einstein
Como se cita a continuación de sus artículos posteriores, Einstein identificó el término éter con "propiedades del espacio", una terminología que no se utiliza ampliamente. Einstein afirmó que en la relatividad general el "éter" ya no es absoluto, ya que la geodésica y, por lo tanto, la estructura del espacio-tiempo dependen de la presencia de materia. 

Negar la existencia del éter es, en definitiva, suponer que el espacio vacío no tiene propiedades físicas de ningún tipo. Los hechos fundamentales de la mecánica no armonizan con esta concepción, pues el comportamiento mecánico de un sistema corpóreo que flota libremente en el vacío no depende sólo de posiciones relativas (distancias) y velocidades relativas, sino también de su estado de rotación, que físicamente puede tomarse como una característica que no pertenece al sistema en sí. Para poder considerar la rotación del sistema, al menos formalmente, como algo real, Newton objetiva el espacio. Puesto que clasifica su espacio absoluto junto con las cosas reales, para él la rotación relativa a un espacio absoluto también es algo real. Newton podría haber llamado con igual razón a su espacio absoluto “éter”; lo esencial es simplemente que, además de los objetos observables, otra cosa, que no sea perceptible, debe considerarse real, para que la aceleración o la rotación puedan considerarse como algo real.
— Albert Einstein, Ether and the Theory of Relativity (1920)

Como ya no era posible hablar, en sentido absoluto, de estados simultáneos en diferentes lugares del éter, éste se convirtió, por así decirlo, en tetradimensional, puesto que no había una manera objetiva de ordenar sus estados sólo en función del tiempo. Según la relatividad especial, el éter también era absoluto, puesto que su influencia sobre la inercia y la propagación de la luz se consideraba independiente de la influencia física... La teoría de la relatividad resolvió este problema estableciendo el comportamiento de la masa puntual eléctricamente neutra mediante la ley de la línea geodésica, según la cual los efectos de la inercia y la gravedad ya no se consideran separados. Al hacerlo, atribuyó al éter características que varían de un punto a otro, determinando el comportamiento métrico y dinámico de los puntos materiales y que están determinadas, a su vez, por factores físicos, es decir, la distribución de masa/energía. Así, el éter de la relatividad general se diferencia de los de la mecánica clásica y la relatividad especial en que no es «absoluto», sino que está determinado, en sus características localmente variables, por la materia ponderable.
— Albert Einstein, Über den Äther (1924)

## Relatividad general
La relatividad especial elimina el tiempo absoluto (aunque Gödel y otros sospechan que el tiempo absoluto puede ser válido para algunas formas de relatividad general) y la relatividad general reduce aún más el alcance físico del espacio y el tiempo absolutos a través del concepto de geodésicas.: 207–223 Parece haber espacio absoluto en relación con las estrellas distantes porque las geodésicas locales eventualmente canalizan información de estas estrellas, pero no es necesario invocar el espacio absoluto con respecto a la física de ningún sistema, ya que sus geodésicas locales son suficientes para describir su espacio-tiempo.